# 長野たかし
長野 たかし（ながの たかし）(1950年1月16日-)は、シンガーソングライター、ベーシスト、子ども向け劇団主宰者。本名の長野 隆でも活動。

## 経歴

### ベーシストとして
高石友也のバッキングバンドのベーシストとしてプロデビュー。高石が関わっていたフォークキャンプに集まった若いフォーク・シンガーから編成された音楽ユニット「フォークキャンパーズ」にも参加する。五つの赤い風船のメンバーとして、岡林信康、高田渡、ザ・フォーク・クルセイダーズらとツアーを回り、ツアー先のホテルで1968年3月発売の「悲しくてやりきれない」を加藤和彦が完成させた直後の状況を目撃する。ザ・フォーク・クルセイダーズの「イムジン河」が発売中止となった後、松山猛の訳詞を残そうと、1969年2月に松山猛・平沼義男・芦田雅喜の3人によって結成されたフォークグループ、ミューテーション・ファクトリーのレコーディングの際、ベースを担当。

### レコードデビュー
1974年8月10日、フォークキャンプ時代の知り合いだった豊田勇造とともに、アルバム『豊田勇造 長野隆ライブ』（エレックレコード）でレコードデュー。豊田勇造らのベースを担当。金森幸介・太田ぼうの「I.M.O.バンド」にも参加し、ソングライター、ボーカリストとしても活躍。

### 子ども向け番組に出演
その後、子供向けバンドを結成。幼稚園や小学校での公演活動を展開。これを知ったNHK教育テレビの学校放送番組「たのしいきょうしつ」のテレビディレクターが番組への出演を誘い、1977年から1983年にかけて、番組の出演者、スタッフとして参加。

### 劇団公演の傍らライブ活動
現在は、妻・森川あやこと共に人形などを使った子ども向けの劇団、劇団MOMOを結成。
教育関係での公演の他、タイでの図書運動ワークショップ、カンボジア難民キャンプでの公演など、国際的にも活動。現在も、平和・人権・環境保護をテーマに、子供向け演劇制作・公演を行っている。
また、還暦を過ぎ、昨今の理不尽な出来事を憂う想いや、平和を願う想いが高まり、再びギターを持ち、森川あやこと共に、 人としての夢や理想を歌に託して表現して行こうと、教育関係、市民講座、平和集会、ライブハウスなどで、精力的に活動している。

## 出演番組
- たかしでおはよう（朝日放送ラジオ）